# Kyarakatti, Harapanahalli
Kyarakatti là một làng thuộc tehsil Harapanahalli, huyện Davanagere, bang Karnataka, Ấn Độ.